# Addio, Napoli!
Addio, Napoli! è un film del 1955 diretto da Roberto Bianchi Montero.

## Produzione
Il film è ascrivibile al filone dei melodrammi sentimentali, comunemente detto strappalacrime (poi ribattezzato dalla critica con il termine neorealismo d'appendice), molto in voga tra il pubblico italiano in quel periodo.

## Distribuzione
Il film venne distribuito nel circuito cinematografico italiano il 7 gennaio del 1955.